# Puchar Świata w biegach na nartorolkach 2012
Sezon 2012 Pucharu Świata w biegach na nartorolkach rozpoczął się 16 czerwca w chorwackim Oroslavlje, a zakończył się dnia 16 września we włoskim Toblach.
Pucharu Świata bronili Włoch Simone Paredi (zakończył sezon na trzecim miejscu) i Norweżka Guro Stroem Solli (zakończyła karierę).
Triumfatorami zostali reprezentanci Szwecji Anders Svanebo i Marika Sundin. Puchar Narodów obroniła Rosja.
Rywalizację juniorek na piątym miejscu zakończyła Urszula Łętocha. Polka wygrała trzy zawody. Polska głównie dzięki jej punktom znalazła się na siódmym miejscu w Pucharze Narodów.

## Kalendarz i wyniki

### Kobiety
| Lp. | Data             | Miejscowość   | Dystans                      | 1. miejsce                              | 2. miejsce                                        | 3. miejsce                                |
| --- | ---------------- | ------------- | ---------------------------- | --------------------------------------- | ------------------------------------------------- | ----------------------------------------- |
| 1.  | 16 czerwca 2012  | Oroslavlje    | 10 km s. dowolnym            | Hanna Seppas                            | Ksenia Konohova                                   | Marika Sundin                             |
| 2.  | 17 czerwca 2012  | Oroslavlje    | Sprint s. dowolnym           | Anastasia Voronina                      | Elena Rodina                                      | Ksenia Kohonova                           |
| 3.  | 6 lipca 2012     | Markkleeberg  | 4 km s. dowolnym             | Kathrine Rolsted Harsem                 | Marika Sundin                                     | Ksenia Konohova                           |
| 4.  | 7 lipca 2012     | Markkleeberg  | Sprint s. dowolnym           | Anastazja Voronina                      | Maria Magnusson                                   | Ksenia Konohova                           |
| 5.  | 8 lipca 2012     | Markkleeberg  | 12 km s. dowolnym            | Kathrine Rolsted Harsem                 | Jelena Rodina                                     | Ksenia Konohova                           |
| 6.  | 20 lipca 2012    | Bad Peterstal | 7 km s. klasycznym           | Sandra Hansson                          | Marika Sundin                                     | Maria Kozekaewa                           |
| 7.  | 21 lipca 2012    | Bad Peterstal | Sprint s. dowolnym           | Anastazja Voronina                      | Jelena Ektowa                                     | Marika Sundin                             |
| 8.  | 22 lipca 2012    | Bad Peterstal | 11 km s. dowolnym            | Hanna Seppas                            | Marika Sundin                                     | Swietłana Hwostunkowa                     |
| 9.  | 24 sierpnia 2012 | Tripolis      | 10 km s. dowolnym            | Marika Sundin                           | Ksenia Konohova                                   | Jelena Rodina                             |
| 10. | 25 sierpnia 2012 | Tripolis      | Sprint s. dowolnym           | Anastazja Voronina                      | Marika Sundin                                     | Ksenia Konohova                           |
| 11. | 26 sierpnia 2012 | Tripolis      | 10 km s. dowolnym            | Marika Sundin                           | Jelena Rodina                                     | Ksenia Konohova                           |
| 12. | 14 września 2012 | Toblach       | 6 km s. klasycznym           | Marika Sundin                           | Stephanie Santer                                  | Jelena Rodina                             |
| 13. | 15 września 2012 | Toblach       | Sprint drużynowy s. dowolnym | Rosja I Ksenia Konohowa · Jelena Rodina | Rosja II Swietłana Hwostunkowa · Maria Kozakejewa | Włochy I Flavina Toma · Erika Bettineschi |
| 14. | 16 września 2012 | Toblach       | 12 km s. dowolnym            | Marika Sundin                           | Ksenia Konohowa                                   | Swietłana Hwostunkowa                     |

### Mężczyźni
| Lp. | Data             | Miejscowość   | Dystans                      | 1. miejsce                                | 2. miejsce                             | 3. miejsce                                |
| --- | ---------------- | ------------- | ---------------------------- | ----------------------------------------- | -------------------------------------- | ----------------------------------------- |
| 1.  | 16 czerwca 2012  | Oroslavlje    | 10 km s. dowolnym            | Sergio Bonaldi                            | Anders Svanebo                         | Simone Paredi                             |
| 2.  | 17 czerwca 2012  | Oroslavlje    | Sprint s. dowolnym           | Emanuele Sbabo                            | Jewgenij Abdurakhmanov                 | Alessio Berlanda                          |
| 3.  | 6 lipca 2012     | Markkleeberg  | 8 km s. dowolnym             | Anders Svanebo                            | Romain Claudon                         | Ragnar Bragvin Andersen                   |
| 4.  | 7 lipca 2012     | Markkleeberg  | Sprint s. dowolnym           | Ragnar Bragvin Andersen                   | Jewgenij Abdurakhmanov                 | Emanuele Sbabo                            |
| 5.  | 8 lipca 2012     | Markkleeberg  | 20 km s. dowolnym            | Anders Svanebo                            | Romain Claudon                         | Igor Gluszkow                             |
| 6.  | 20 lipca 2012    | Bad Peterstal | 7 km s. klasycznym           | Sergio Bonaldi                            | Marcus Johansson                       | Anton Lindblad                            |
| 7.  | 21 lipca 2012    | Bad Peterstal | Sprint s. dowolnym           | Emanuele Sbabo                            | Jewgenij Abdurakhmanov                 | Alessio Berlanda                          |
| 8.  | 22 lipca 2012    | Bad Peterstal | 11 km s. dowolnym            | Simone Paredi                             | Andres Svanebo                         | Eugenio Bianchi                           |
| 9.  | 24 sierpnia 2012 | Tripolis      | 10 km s. dowolnym            | Sergio Bonaldi                            | Paul Constantin Pepene                 | Simone Paredi                             |
| 10. | 25 sierpnia 2012 | Tripolis      | Sprint s. dowolnym           | Alessio Berlanda                          | Jewgenij Abdukrakmanow                 | Igor Gluszkow                             |
| 11. | 26 sierpnia 2012 | Tripolis      | 15 km s. dowolnym            | Romain Claudon                            | Sergio Bonaldi                         | Anders Svanebo                            |
| 12. | 14 września 2012 | Toblach       | 8 km s. klasycznym           | Dietmar Noeckler                          | Anders Svanebo                         | Marcus Johansson                          |
| 13. | 15 września 2012 | Toblach       | Sprint drużynowy s. dowolnym | Szwecja Anders Svanebo · Marcus Johansson | Francja Baptiste Noel · Romain Claudon | Włochy I Sergio Bonaldi · Eugenio Bianchi |
| 14. | 16 września 2012 | Toblach       | 16 km s. dowolnym            | Anders Svanebo                            | Romain Claudon                         | Dietmar Noeckler                          |

## Klasyfikacja Generalna

### Mężczyźni[4]
1.  Anders Svanebo
2.  Sergio Bonaldi
3.  Simone Paredi
4.  Romain Claudon
5.  Marcus Johansson
6.  Eugenio Bianchi
7.  Jewgenij Abdurakhmanov
8.  Igor Glushkov
9.  Alessio Berlanda
10.  Emmanuelle Sbabo

### Kobiety[5]
1.  Marika Sundin
2.  Ksenia Kohonova
3.  Elena Rodina